# Jordi Clos

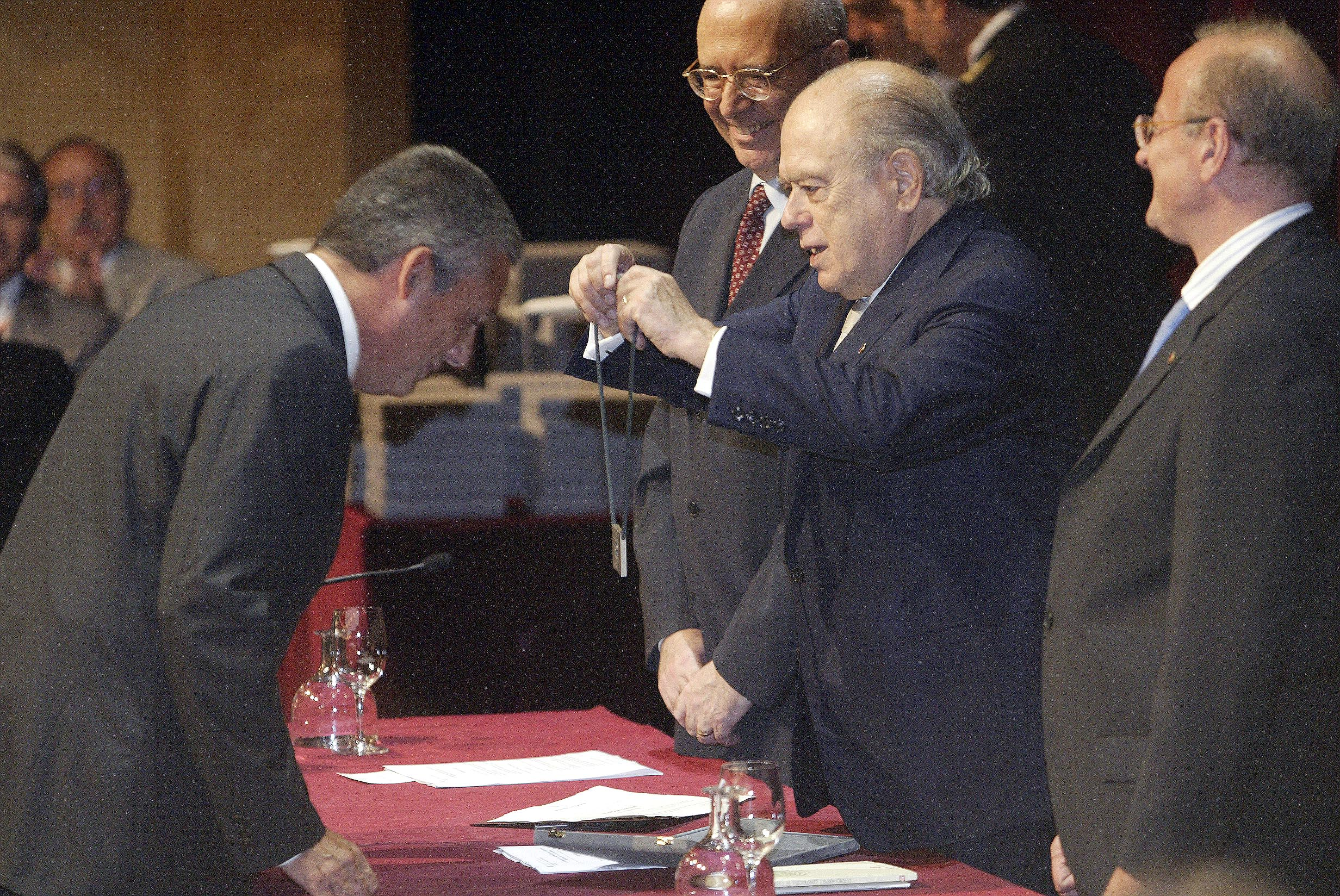
Jordi Clos recibe la Cruz de San Jorge, en 2003, de manos del presidente Pujol

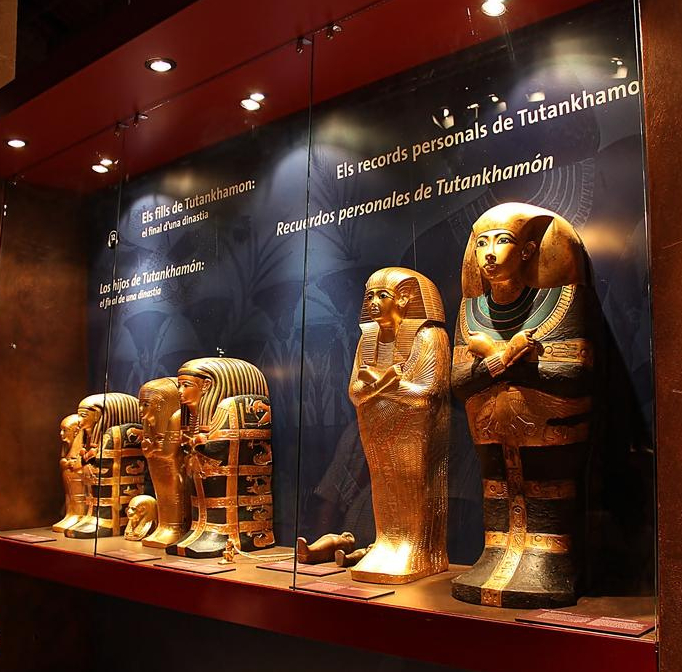
Museo Egipcio de Barcelona, situado en la calle Valencia, 284, de Barcelona (España).

Jordi Clos Llombart (Barcelona, 1950) es un empresario hotelero y mecenas español especializado en egiptología. 
Presidente de la cadena hotelera Derby Hotels Collection, ha sido presidente del Gremio de Hoteleros de Barcelona, y de la Asociación Barcelona de Turismo.
Ha destacado también en el ámbito del mecenazgo cultural y, singularmente, en el de la egiptología: Creó en 1992 la Fundación Arqueológica Clos para la difusión del arte y cultura antiguas. En 1994 inauguró el Museo Egipcio de Barcelona.

## Biografía
Nació en 1950 en el barrio de El Raval de Barcelona. Su padre fue un policía de la Generalidad, director de la comisaría de Tarrasa durante la Guerra Civil Española, condenado a 30 años de prisión pero indultado en 1949. Falleció de enfermedad en 1954, por lo que Jordi Clos creció huérfano de padre. Sufrió poliomielitis, lo que le produjo una leve cojera, pero recibió los buenos cuidados de su madre quien lo alimentaba con sopa de casquería.
Su hermana Olga se casó con el aristócrata catalán Ramón de Dalmases y Olabarría, III marqués de Mura, quien se llevó a Jordi Clos a vivir con ellos a la zona alta de Barcelona y se ocupó de su educación.
Pronto demostró tener talento para los negocios: empezó trabajando de botones en una inmobiliaria, posteriormente entró en Muebles Maldá, y poco después fundaría su primera empresa: Roberts.
En la actualidad, es propietario de la cadena hotelera Derby Hotels Collection e impulsor de la Fundación Arqueológica Clos (1992) y del Museo Egipcio de Barcelona (1994).
En 2013 publicó sus memorias, tituladas Con la vida en los talones, editorial La esfera de los libros.

## Familia
Su hermana Olga se casó con el aristócrata catalán Ramón de Dalmases y Olabarría, III marqués de Mura. Su otra hermana, era bailarina de ballet clásico en el Liceo de Barcelona. Jordi Clos se casó con Montse Casellas, a quien conoció en 1975 durante un viaje a Egipto.

## Distinciones
- Premio Juan Lladó, 2002.[4]
- Cruz de San Jorge, 2003.
- Medalla de Oro al mérito cultural, 2014.[5]

## Obras
- Clos Llombart, Jordi (2013). Con la vida en los talones (Memorias). La esfera de los libros. p. 248. ISBN 9788499708928. Archivado desde el original el 24 de septiembre de 2015. Consultado el 6 de marzo de 2014.